# 小行星6155
小行星6155（英語：6155 Yokosugano）是一颗围绕太阳公转的小行星。1990年11月11日，野村敏郎、川西浩陽在日本兵庫縣大河内町南小田发现了此天体。
这颗小行星的绝对星等为339.7549808655833等。